# Burg Bergheim
Die Burg Bergheim, auch Höhenspornanlage Berghaim oder Bergham genannt, ist eine abgegangene Höhenburg in der Nähe des Ortsteils Bergham von Geboltskirchen am Schlossberg, liegt aber nicht – wie bisweilen angenommen – in dieser Gemeinde, sondern in Haag am Hausruck im Bezirk Grieskirchen von Oberösterreich.

## Geschichte
Es wird von Heimatforschern aufgrund der Namensendung -heim (bzw. -ham) vermutet, dass der erste Burgenbau auf die Zeit der Besiedlung durch die Bajuvaren zwischen 600 und 800 zurückzuführen ist. Der eigentliche Burgbau dürfte um 1000 errichtet worden sein.
Die Burg war wahrscheinlich Stammsitz der Herren von Bergheim (Perchheimer, Perghaimer). Diese Deutung ist aber umstritten, eventuell handelt es sich bei den vorhandenen Burgresten um die Burg Husrukke. Zudem ist die Lokalisierung des ursprünglichen Sitzes der Berghamer (Bergheimer) nicht sicher geklärt, da es im 12. und 13. Jahrhundert und auch heute noch weitere Bergheims gab.
Die Perkheimer sollen zuerst in Oberbergheim (zwischen Haag am Hausruck und Ampflwang gelegen) heimisch gewesen sein. Von dieser Adelsfamilie sind bekannt: Adelbero de Perchheim (um 1110), Adelhalm und Adalram von Perchheim (1140), Rudolfus de Perchhem (1151), Altmann de Peechen (1150), Heinrich I. de Perchheim (1190), Friedrich I. und Reicher I. von Pergheim (1220), Reicher II. von Pergheim (1282, 1287, 1298, 1301, 1306), Walchun von Pergheim (1387, 1398), Heinrich II. von Pergheim (1306) und Otto(e) von Pergheim (1316, 1321, 1325, 1328, 1331). Danach sollen der Perkhaimer in das Mühlviertel auf den dortigen Sitz Bergheim umgezogen sein. Auch auf Schloss Würting in Offenhausen sind die Perkheimer nachzuweisen, wobei diese Herrschaft über eine Heirat des Jörg Perkhaimer mit Susanna Rathalminger 1422 an die Perkheimer gekommen ist.
1334 bezeichnen die Perkheimer Heinrich von Schaunburg als ihren Lehensherrn. 1339 gaben die Herrn von Schaumburg dem Rudigier Ennenkel das „Gesats datz Perkhaimb“ als Lehen. Der Sitz der Perkheimer war 1640 bereits verfallen.

## Lage der Burg Bergheim
Der Burgplatz liegt auf einer Höhe von etwa 900 m westnordwestlich oberhalb des Ortsteiles Bergham. Zu ihm gelangt man, wenn man dem sogenannten Eselgraben auf den Schlossberg folgt. Auf einem etwa einen Hektar großen Gebiet befand sich dort die Burganlage. Der eigentliche Burgplatz ist durch zwei Gräben von einem Vorwerk getrennt; hier ist eine Verbindungsbrücke zu vermuten. Die Hauptburg dehnte sich auf 100 m Länge und 50 m Breite aus. Der Bau war nicht aus Holz (wie für die damalige Zeit oft zu finden), sondern aus Stein erbaut. Die Mauern des umgebenden Ringwalls dürften 2 m betragen haben. Vermutlich besaß die Anlage einen nach Westen ausgerichteten Bergfried.

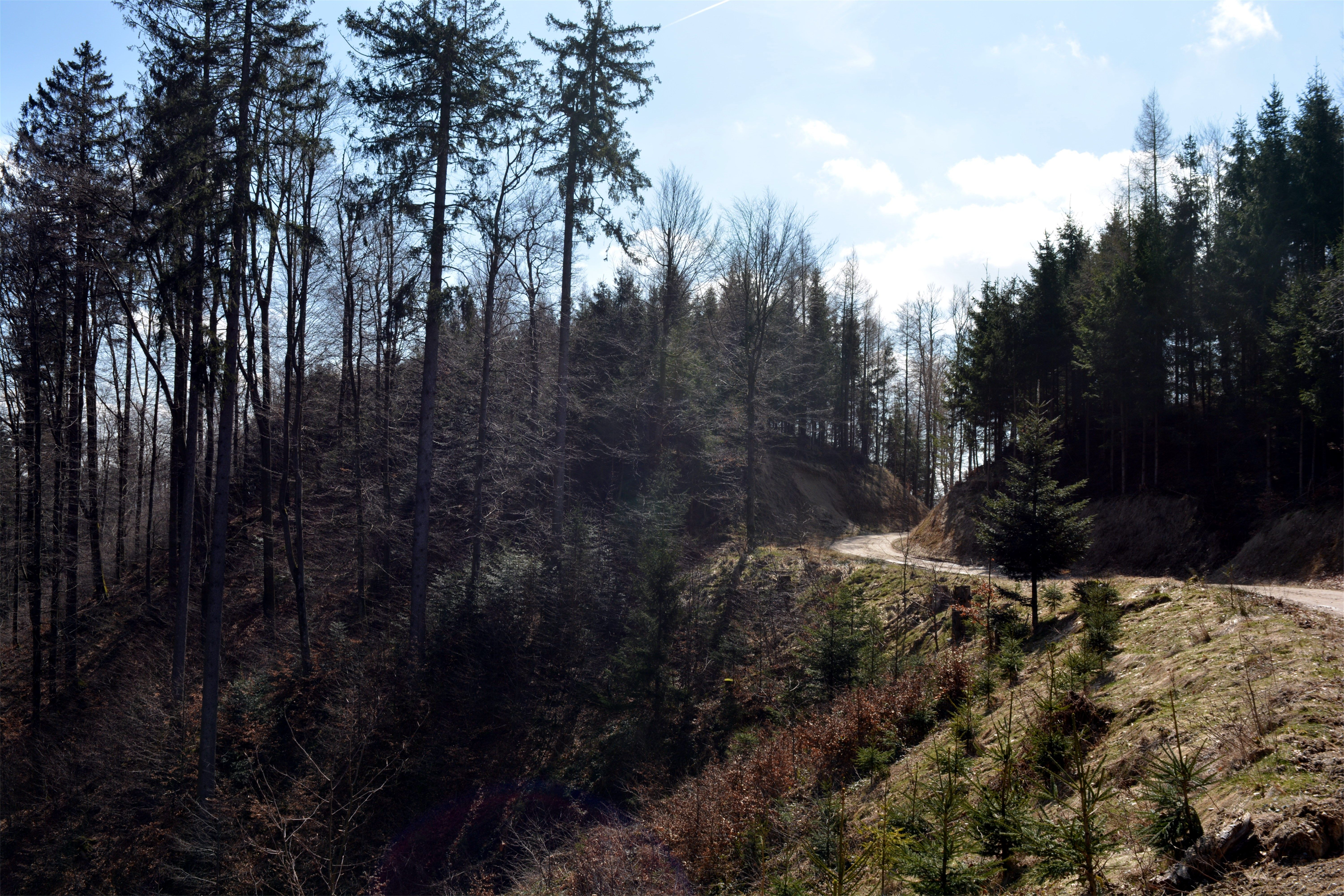
Burgstall Bergheim (2018)

Es wurden hier Scherbenfunde gemacht, die auf die Zeit von ca. 1100 (graphithaltige Irdenware) bis ca. 1330 (weiße Hausrucker Keramik) zu datieren sind. Nach der Mitte des 14. Jahrhunderts konnten keine Funde mehr datiert werden. Auch Eisenfunde (Speerspitzen, Knauf eines deutschen Ritterschwertes, Armbrustbolzen) konnten gemacht werden; besonders erwähnenswert ist zudem ein 27 cm langer gotischer Schlüssel (um 1300). Die Funde deuten auf ein gewaltsames Ende der Burg Anfang des 14. Jahrhunderts hin. In diese Zeit (1322) fällt auch ein Bericht über die Belagerung von der nahe liegenden Burg Starhemberg; eventuell sind die Inwohner von Burg Bergheim den Starhembergern zu Hilfe geeilt, dann aber besiegt worden und die Burg wurde in Brand gesetzt. Im Laufe späterer Jahrhunderte ist das Baumaterial von Bauern geholt und zum Hausbau verwendet worden. Heute ist der Burgplatz durch einen Jungwald schwer begehbar.
Diese historisch bedeutsame Anlage steht nicht unter Denkmalschutz und wurde durch die Anlage von Forstwegen beträchtlich gestört.